# Клочко Микола Павлович
Микола Павлович Клочко (1934—2019) — український поет і прозаїк, колишній політв'язень.

## Життєпис
Народився 1934 р. в с. Парафіївці Ічнянського району на Чернігівщині, там же закінчив семирічну школу, 1951 р. вступив до Київського гірничого технікуму. Через рік 18-річний Микола Клочко був заарештований і засуджений до 25 років ув'язнення за те, що малював карти майбутньої незалежної Української держави та вів розмови на цю тему серед студентів. 1953 р. термін скоротили до семи років.
У 1956 р. після смерті Й. Сталіна був реабілітований і повернувся в Парафіївку. 1957 р. в Ічні склав екстерном іспити на атестат зрілості, згодом вирушив на Донбас, де працював на будівництві каналу. 1961 р. вступив на філологічний факультет Київського університету імені Т. Шевченка.
Після закінчення університету (1965) учителював у школах Київщини, Черкащини, Хмельниччини, Чернігівщини, зокрема в с. Косачівка, Козелецького району, де викладав три предмети; Припутні, де викладав німецьку мову, Вишнівка Ічнянського району. Окрім української і російської, володів ще п'ятьма мовами: німецькою, польською, чеською, англійською, французькою.
За свідченням письменника Валерія Шевчука, у побуті був невлаштований, вів свого роду мандрівний спосіб життя, поєднуючи учительську діяльність з написанням вишуканих віршів. Одним із наслідків психологічної травми від покарання тоталітарним режимом стала манія переслідування, він так і не зміг створити родини, ніде не міг знайти спокою. Доля Миколи Клочка лягла в основу повісті Валерія Шевчука «Картини на провінційному тлі» (друкувалась у періодиці).
Помер у 2019 році.

## Літературна творчість
Писав вірші, оповідання, афоризми.
Писати вірші почав із років студентства. Друкувався в основному в періодичних виданнях, зокрема в часописах «Дніпро», «Ранок», газеті «Літературна Україна», альманасі «Вітрила», а також на сторінках газет «Прапор комунізму» (м. Носівка), «Комсомолец Донбасса», «Макеевский рабочий», «На будові» (орган Донбасканалбуду в Донецьку). Писав тільки українською мовою. Книга його поезій була запланована в серії «Арфа», проте до друку не потрапила. Уже в поважному віці (2004—2009) видав дві книжки афоризмів і збірки: «Роза вітрів» (лірика), 2004, «Вишнева вежа» (оповідання), 2005, «Настрої» (поезії), 2005 — усі вийшли в Ніжині; «Будні» (поезії), 2007, «Розмисли» (поезії), 2009. Нагороджений чернігівськими преміями імені С. Васильченка, В. Чумака, М. Коцюбинського, Олекси Стороженка.

## Пісні на вірші Миколи Клочка
У 2025-му році репер Семар використав уривок з вірша "В потоці вітру сірий день..." Миколи Клочка у своєму треку "Dame Un Grr" 